# KS 1731-260
KS 1731-260 — нейтронная звезда, которая находится в созвездии Змееносец на расстоянии около 23 тысячи световых лет от нас.

## Характеристики
KS 1731-260 расположена недалеко от центра нашей Галактики и представляет собой двойную систему. Особенности второго компаньона на данный момент не ясны. Окружающий нейтронную звезду газ периодически падает на её поверхность, из-за чего происходит яркая вспышка мощностью около миллиарда водородных бомб. Благодаря этим вспышкам астрономы могут изучать звезду в рентгеновском диапазоне. Начиная с 1988 года ведутся регулярные наблюдения KS 1731-260. Было обнаружено, что температура её поверхности намного меньше, чем у звёзд этого типа, и составляет около трёх миллионов кельвинов. Это говорит о том, что звезда долгое время находится в неактивном состоянии. Недавнее исследование показало, что температура ядра светила составляет приблизительно 93,5 миллиона кельвинов.